# 40e cérémonie des Los Angeles Film Critics Association Awards
La 40e cérémonie des Los Angeles Film Critics Association Awards (LAFCA Awards), décernés par la Los Angeles Film Critics Association, a eu lieu le 7 décembre 2014, et a récompensé les films réalisés dans l'année,.

## Palmarès
Note : la LAFCA décerne deux prix dans chaque catégorie ; le premier prix est indiqué en gras.

### Meilleur film
- Boyhood
  - The Grand Budapest Hotel

### Meilleur réalisateur
- Richard Linklater pour Boyhood
  - Wes Anderson pour The Grand Budapest Hotel

### Meilleur acteur
- Tom Hardy pour le rôle d'Ivan Locke dans Locke
  - Michael Keaton pour le rôle de Riggan Thomson dans Birdman

### Meilleure actrice
- Patricia Arquette pour le rôle d'Olivia dans Boyhood
  - Julianne Moore pour le rôle d'Alice dans Still Alice

### Meilleur acteur dans un second rôle
- J.K. Simmons pour le rôle de Terence Fletcher dans Whiplash
  - Edward Norton pour le rôle de Mike Shiner dans Birdman

### Meilleure actrice dans un second rôle
- Agata Kulesza pour le rôle de Wanda Gruz dans Ida
  - Rene Russo pour le rôle de Nina Romina dans Night Call (Nightcrawler)

### Meilleur scénario
- The Grand Budapest Hotel – Wes Anderson
  - Birdman – Alejandro González Iñárritu, Nicolás Giacobone, Alexander Dinelaris et Armando Bo

### Meilleurs décors
- The Grand Budapest Hotel – Adam Stockhausen
  - Snowpiercer, le Transperceneige (설국열차) – Ondrej Nekvasil

### Meilleure photographie
- Birdman – Emmanuel Lubezki
  - Mr. Turner – Dick Pope

### Meilleur montage
- Boyhood – Sandra Adair
  - The Grand Budapest Hotel – Barney Pilling (en)

### Meilleure musique de film
(ex æquo)
- Inherent Vice  – Jonny Greenwood
- Under the Skin – Mica Levi

### Meilleur film en langue étrangère
- Ida  Pologne
  - Winter Sleep  Turquie

### Meilleur film d'animation
- Le Conte de la princesse Kaguya (かぐや姫の物語, Kaguya-hime no Monogatari)
  - La Grande Aventure Lego (The Lego Movie)

### Meilleur film documentaire
- Citizenfour
  - Life Itself

### New Generation Award
- Ava DuVernay pour Selma

### Career Achievement Award
- Gena Rowlands

### Douglas Edwards Experimental/Independent Film/Video Award
- Walter Reuben – The David Whiting Story